# Лиеж (провинция)
Вижте пояснителната страница за други значения на Лиеж.
Лиеж (на френски: Liège; на нидерландски: Luik, Лойк; на немски: Lüttich, Лютих) е провинция в Източна Белгия, част от Валония. Граничи с провинция Валонски Брабант на запад, Намюр на югозапад, провинция Люксембург на юг и Германия на изток. Площта на провинцията е 3862 км², а населението – 1 105 326 души (по приблизителна оценка от януари 2018 г.). Административен център е град Лиеж.
Провинция Лиеж се подразделя на четири окръга: Юи, Лиеж, Вервие и Уарем.